# Понча Спрингс (Колорадо)
Понча Спрингс (енгл. Poncha Springs) град је у америчкој савезној држави Колорадо.

## Демографија
По попису из 2010. године број становника је 737, што је 271 (58,2%) становника више него 2000. године.
| Група             | 2000.       | 2010.       |
| Белци             | 419 (89,9%) | 646 (87,7%) |
| Афроамериканци    | 0 (0,0%)    | 4 (0,5%)    |
| Азијати           | 8 (1,7%)    | 4 (0,5%)    |
| Хиспаноамериканци | 29 (6,2%)   | 60 (8,1%)   |
| Укупно            | 466         | 737         |